# Antonio Chimenti
Antonio Chimenti (Bari, 30 juni 1970) is een voormalig voetballer uit Italië, die in 2010 zijn loopbaan afsloot bij Juventus.

## Carrière
Chimenti begon zijn professionele carrière in de jeugd van Sambenedettese. In 1988 werd de doelman toegevoegd aan het eerste elftal, maar in de volgende twee jaren speelde hij slechts vijf wedstrijden. Vervolgens werd hij uitgeleend aan Tempio en een jaar later aan Monza. Na zijn seizoen bij Monza keerde hij even terug bij Sambenedettese, maar hij werd al snel verkocht aan Salernitana.
Tijdens zijn eerste seizoen bij Salernitana speelde Chimenti 27 wedstrijden en hielp hij zijn ploeg aan promotie naar de Serie B. Na 137 wedstrijden voor Salernitana werd Chimenti in 1997 ontdekt door Franco Sensi. De voorzitter van AS Roma haalde Chimenti naar Rome, waar hij vervolgens twee jaar speelde. Op 21 september 1997 maakte hij zijn debuut in de Italiaanse Serie A tegen Lecce. Hij speelde in twee jaar bij Roma 32 competitieduels en vertrok daarna naar Lecce. Bij deze club was hij drie jaar lang basisspeler en na deze drie jaar verdiende hij een transfer naar topclub Juventus.
In Turijn kwam Chimenti op de bank te zitten, hij werd naar Juventus gehaald als reserve voor Gianluigi Buffon, die op dat moment een van de beste keepers van de wereld was. Tijdens zijn eerste drie seizoenen speelde Chimenti slechts acht competitiewedstrijden. In de voorbereiding op het seizoen 2005/06 raakte Buffon zwaar geblesseerd, waardoor hij vier maanden van het seizoen zou moeten missen. Chimenti leek zijn kans te krijgen, maar op het laatste moment huurde Juventus doelman Christian Abbiati van AC Milan en Chimenti belandde weer op de bank. Dat seizoen speelde hij maar vier wedstrijden en daarna vertrok hij naar Cagliari via een vrije transfer.
Bij Cagliari kwam hij in de basis te staan en in anderhalf jaar speelde hij 43 wedstrijden. In juni 2007 werd echter zijn contract niet verlengd en vertrok hij met een vrije transfer naar Udinese. Hier tekende hij een eenjarig contract en werd hij tweede doelman, achter Samir Handanovič. Toen zijn contract na een jaar afliep vertrok Chimenti weer en keerde hij terug bij Juventus, waar hij weer tweede doelman werd achter Buffon. Vlak nadat Chimenti voor Juventus had getekend werd ook Alexander Manninger gekocht en Chimenti werd derde doelman. Tijdens zijn eerste seizoen na zijn terugkeer speelde hij geen enkele wedstrijd, maar op 14 maart 2010 speelde hij eindelijk weer eens een wedstrijd, tegen Siena. Manninger en Buffon waren allebei geblesseerd en hierdoor kon Chimenti weer een paar wedstrijden spelen. Toen de eerste en tweede keeper weer fit waren, verdween Chimenti weer uit het elftal.

## Erelijst
Juventus
- Serie A: 2002/03, 2004/05, 2005/06
- Coppa Italia: 2003/04
- Supercoppa: 2002, 2003
- Champions League: runner-up 2002/03